# Dictyna pusilla
Dictyna pusilla là một loài nhện trong họ Dictynidae. Chúng được Tord Tamerlan Teodor Thorell miêu tả năm 1856.